# المكتبات المركزية في العالم الإسلامي
المكتبات المركزية في العالم الإسلامي، تبرز أهمية المكتبة المركزية من خلال مساهماتها الفعالة في مجالات الدراسة والبحث؛ فالجامعة كمؤسسة تعليمية تنجح فيها العملية التعليمية أو تفشل؛ على مدى توفيق الجامعة في اقتناء مكتبة علمية حديثة متطورة ومنظمة بطريقة سليمة تيسر الاستفادة من محتوياتها. فمن المكتبات المركزية في العالم الإسلامي، ما يلي:

## المكتبة المركزية لجامعة القاهرة
- في عام 1931م شيدت الجامعة مكتبتها المركزية داخل حرم الجامعة؛ وأُفتتحت رسمياً في 27 فبراير 1932م. فأقتنت مجموعة من الكتب، منها:
- مجموعة الأمير إبراهيم حلمي، وهي عبارة عن مجموعة تاريخية تختص في تاريخ مصر والسودان ووادي النيل بل والشرق أجمع. إضافة إلى مصادر نادرة في الأدب والجغرافيا والرحلات والمخطوطات الأدبية في تاريخ الطب والعلوم الطبية.
- مجموعة أحمد طلعت، تضم عدد من المخطوطات العربية والفارسية والتركية.
- مجموعة الدكتور محمد عسكر، فتشمل على المراجع العربية كالمعاجم وكتب الطب والتاريخ والآداب والعلوم الدينية.

كما أُهديت للمكتبة مجموعات عديدة ومؤلفات نفيسه بلغات مختلفة؛ كان من أشهرها كتاب وصف مصر الذي وضعه علماء الحملة الفرنسية.

## المكتبة المركزية للجامعة الإسلامية في لبنان
- تأسست المكتبة المركزية مع تأسيس الجامعة في عام 1996م، وانضمت منذ نشأتها إلى جمعية المكتبات اللبنانية وإلى الاتحاد العربي للمكتبات.
- حصلت على عضوية الفهرس العربي الموحد عام 2006م.
- كان لها مشاركات في اللقاءات وورش العمل المتخصصة محلياً وعربياً وعالمياً.

### دور المكتبة
تقوم على خدمة ودعم المجتمع الأكاديمي، من خلال تأمين مصادر المعلومات وفقاً للمعايير العالمية وبما ينسجم مع الأهداف الإستراتيجية للجامعة.

## المكتبة المركزية لجامعة إسطنبول
- أُسس مبنى المكتبة عام 1912م، بأمر من شيخ الإسلام خير الدين أفندي؛ ليكون مدرسة للقضاة تابعة للأوقاف.
- بدأت خدماتها عام 1924م، وفي عام 1933م تحول اسمها إلى مكتبة جامعة اسطنبول.

### خدماتها
- توفر الكتب النادرة المكتوبة باللغة العثمانية. تضم الكتب المطبوعة والمخطوطة، ويوجد بها 93071 مجلدًا مكتوبة باللغة التركية والعربية والفارسية واللاتينية ولغات أخرى.
- تضم صور نادرة، خاصة بفترة السلطان عبد الحميد الثاني.[4]

## مكتبة الحسين بن طلال جامعة اليرموك
أُنشئت المكتبة عام 1976م، فكان من خدماتها:
- توفير مصادر المعلومات وترتيبها بأسلوب فني، بناءً على مواصفات المكتبة المتقدمة والممارسات الحديثة.
- تضم عددًا كبيرًا من مصادر المعلومات وبعدة لغات منها الورقي والرقمي.
- توفر عددًا من قواعد البيانات الرقمية التي تضم آلاف الدوريات والكتب والتقارير والرسائل الجامعية، وهي متاحة على شبكة الإنترنت.[5]

## مكتبة الملك سلمان بجامعة الملك سعود
- تحوي المكتبة على مجموعة كبيرة من الأوعية المختلفة وتعتمد في فهرستها وتصنيفها على القواعد العلمية المقننة دولياً. يشرف على إدارتها ما يسمى بإدارة المكتبات، فأُنشأت العمادة عام 1394هـ / 1974م، وهي تشرف فنيًا وإداريًا على جميع شؤون المكتبات بالجامعة بمدينة الرياض.[6]

### خدماتها
خدمات مباشرة
- الخدمات المرجعية والبحث الببلوجرافي في مقتنيات المكتبة.
- خدمة الإرشاد والتوجيه.
- خدمة الإعارة.

خدمات غير مباشرة 

- توزيع مطبوعات الجامعة بالبيع والإهداء والتبادل.
- تنظيم معارض الكتاب والمشاركة فيها.
- التنسيق والتعاون مع المكتبات المحلية والوطنية.
- المشاركة في المؤتمرات والندوات.[7]